# Імре Кішш
Імре Кішш (угор. Kiss Imre, нар. 10 серпня 1957) — угорський футболіст, що грав на позиції воротаря. Всю свою футбольну кар'єру грав за клуб «Татабанья», викликався до складу національної збірної Угорщини.

## Клубна кар'єра
Імре Кішш дебютував у дорослому футболі в 1975 році в команді «Татабанья», кольори якої і захищав до 1990 року, в якому завершив кар'єру футболіста. Зіграв у складі команди 217 матчів у чемпіонаті Угорщини.

## Виступи за збірну
Імре Кішш залучався до складу юнацьких та молодіжних збірних Угорщини. У 1982 році його включили до складу національної збірної Угорщини для участі в чемпіонаті світу 1982 року в Іспанії. Проте на чемпіонаті він був лише третім воротарем, і на поле не виходив, а в подальшому до національної збірної не викликався.